# Patrick Hegarty
Patrick Hegarty (* 26. Dezember 1926 im County Cork, Irland; † 31. Oktober 2002 ebenda) war ein irischer Landwirt und Politiker der Fine Gael.
1973 wurde Hegarty erstmals für den Wahlkreis Cork North-East zum Teachta Dála in den Dáil Éireann gewählt. 1977 gelang ihm die Wiederwahl. Aufgrund der Neugestaltung der Wahlkreise trat er 1981 erfolgreich bei den Wahlen im Wahlkreis Cork East an. Diesen Sitz konnte er bis 1989 verteidigen. Sowohl bei den Wahlen 1989 als auch 1992 scheiterte er.
Am 16. Dezember 1982 wurde Hegarty von Garret FitzGerald zum Staatsminister für landwirtschaftliche Produktion im Agrarministerium ernannt. Ergänzend dazu ernannte ihn am 13. Februar 1986 der Taoiseach zum Staatsminister im Wirtschaftsministerium. Mit dem Ende der Regierung FitzGerald II schied auch Hegarty aus der Regierung aus. 